# Hövede
Hövede er en by og kommune i det nordlige Tyskland, beliggende i Amt Kirchspielslandgemeinden Eider i den nordlige del af Kreis Dithmarschen. Kreis Dithmarschen ligger i den sydvestlige del af delstaten Slesvig-Holsten.

## Geografi
I kommunen ligger Breitenberg, en 40 meter høj bakke, med to egedækkede gravhøje med vid udsigt over Nørreditmarskens gest.
Nabokommuner er (med uret fra nordvest) kommunerne Pahlen, Dörpling, Tellingstedt og Schalkholz (alle i Kreis Dithmarschen).